# Manfred Zucker
Manfred Zucker (Chemnitz, 15 aprile 1938 – Chemnitz, 23 ottobre 2013) è stato un compositore di scacchi tedesco.
Ha composto un migliaio di problemi di scacchi, specialista dei più mosse e dei problemi di automatto. È stato per molti anni redattore della sezione problemi della rivista Schach. Molti suoi lavori sono stati pubblicati sugli Album FIDE. Nel 1983 ha vinto il campionato di composizione problemi della Germania Est con un problema di matto in sette mosse.
Giudice Internazionale per la composizione dal 1972.
È stato anche un buon giocatore a tavolino, vincitore di numerosi tornei organizzati dal club TSV IFA Chemnitz.
Di professione era un dirigente di una società commerciale.
Due suoi problemi:
|   | a | b | c | d | e | f | g | h |   |
| 8 | a7 re del bianco · a5 re del nero · d5 pedone del nero · f5 cavallo del bianco · h5 pedone del nero · a2 pedone del bianco · b1 torre del bianco | a7 re del bianco · a5 re del nero · d5 pedone del nero · f5 cavallo del bianco · h5 pedone del nero · a2 pedone del bianco · b1 torre del bianco | a7 re del bianco · a5 re del nero · d5 pedone del nero · f5 cavallo del bianco · h5 pedone del nero · a2 pedone del bianco · b1 torre del bianco | a7 re del bianco · a5 re del nero · d5 pedone del nero · f5 cavallo del bianco · h5 pedone del nero · a2 pedone del bianco · b1 torre del bianco | a7 re del bianco · a5 re del nero · d5 pedone del nero · f5 cavallo del bianco · h5 pedone del nero · a2 pedone del bianco · b1 torre del bianco | a7 re del bianco · a5 re del nero · d5 pedone del nero · f5 cavallo del bianco · h5 pedone del nero · a2 pedone del bianco · b1 torre del bianco | a7 re del bianco · a5 re del nero · d5 pedone del nero · f5 cavallo del bianco · h5 pedone del nero · a2 pedone del bianco · b1 torre del bianco | a7 re del bianco · a5 re del nero · d5 pedone del nero · f5 cavallo del bianco · h5 pedone del nero · a2 pedone del bianco · b1 torre del bianco | 8 |
| 7 | a7 re del bianco · a5 re del nero · d5 pedone del nero · f5 cavallo del bianco · h5 pedone del nero · a2 pedone del bianco · b1 torre del bianco | a7 re del bianco · a5 re del nero · d5 pedone del nero · f5 cavallo del bianco · h5 pedone del nero · a2 pedone del bianco · b1 torre del bianco | a7 re del bianco · a5 re del nero · d5 pedone del nero · f5 cavallo del bianco · h5 pedone del nero · a2 pedone del bianco · b1 torre del bianco | a7 re del bianco · a5 re del nero · d5 pedone del nero · f5 cavallo del bianco · h5 pedone del nero · a2 pedone del bianco · b1 torre del bianco | a7 re del bianco · a5 re del nero · d5 pedone del nero · f5 cavallo del bianco · h5 pedone del nero · a2 pedone del bianco · b1 torre del bianco | a7 re del bianco · a5 re del nero · d5 pedone del nero · f5 cavallo del bianco · h5 pedone del nero · a2 pedone del bianco · b1 torre del bianco | a7 re del bianco · a5 re del nero · d5 pedone del nero · f5 cavallo del bianco · h5 pedone del nero · a2 pedone del bianco · b1 torre del bianco | a7 re del bianco · a5 re del nero · d5 pedone del nero · f5 cavallo del bianco · h5 pedone del nero · a2 pedone del bianco · b1 torre del bianco | 7 |
| 6 | a7 re del bianco · a5 re del nero · d5 pedone del nero · f5 cavallo del bianco · h5 pedone del nero · a2 pedone del bianco · b1 torre del bianco | a7 re del bianco · a5 re del nero · d5 pedone del nero · f5 cavallo del bianco · h5 pedone del nero · a2 pedone del bianco · b1 torre del bianco | a7 re del bianco · a5 re del nero · d5 pedone del nero · f5 cavallo del bianco · h5 pedone del nero · a2 pedone del bianco · b1 torre del bianco | a7 re del bianco · a5 re del nero · d5 pedone del nero · f5 cavallo del bianco · h5 pedone del nero · a2 pedone del bianco · b1 torre del bianco | a7 re del bianco · a5 re del nero · d5 pedone del nero · f5 cavallo del bianco · h5 pedone del nero · a2 pedone del bianco · b1 torre del bianco | a7 re del bianco · a5 re del nero · d5 pedone del nero · f5 cavallo del bianco · h5 pedone del nero · a2 pedone del bianco · b1 torre del bianco | a7 re del bianco · a5 re del nero · d5 pedone del nero · f5 cavallo del bianco · h5 pedone del nero · a2 pedone del bianco · b1 torre del bianco | a7 re del bianco · a5 re del nero · d5 pedone del nero · f5 cavallo del bianco · h5 pedone del nero · a2 pedone del bianco · b1 torre del bianco | 6 |
| 5 | a7 re del bianco · a5 re del nero · d5 pedone del nero · f5 cavallo del bianco · h5 pedone del nero · a2 pedone del bianco · b1 torre del bianco | a7 re del bianco · a5 re del nero · d5 pedone del nero · f5 cavallo del bianco · h5 pedone del nero · a2 pedone del bianco · b1 torre del bianco | a7 re del bianco · a5 re del nero · d5 pedone del nero · f5 cavallo del bianco · h5 pedone del nero · a2 pedone del bianco · b1 torre del bianco | a7 re del bianco · a5 re del nero · d5 pedone del nero · f5 cavallo del bianco · h5 pedone del nero · a2 pedone del bianco · b1 torre del bianco | a7 re del bianco · a5 re del nero · d5 pedone del nero · f5 cavallo del bianco · h5 pedone del nero · a2 pedone del bianco · b1 torre del bianco | a7 re del bianco · a5 re del nero · d5 pedone del nero · f5 cavallo del bianco · h5 pedone del nero · a2 pedone del bianco · b1 torre del bianco | a7 re del bianco · a5 re del nero · d5 pedone del nero · f5 cavallo del bianco · h5 pedone del nero · a2 pedone del bianco · b1 torre del bianco | a7 re del bianco · a5 re del nero · d5 pedone del nero · f5 cavallo del bianco · h5 pedone del nero · a2 pedone del bianco · b1 torre del bianco | 5 |
| 4 | a7 re del bianco · a5 re del nero · d5 pedone del nero · f5 cavallo del bianco · h5 pedone del nero · a2 pedone del bianco · b1 torre del bianco | a7 re del bianco · a5 re del nero · d5 pedone del nero · f5 cavallo del bianco · h5 pedone del nero · a2 pedone del bianco · b1 torre del bianco | a7 re del bianco · a5 re del nero · d5 pedone del nero · f5 cavallo del bianco · h5 pedone del nero · a2 pedone del bianco · b1 torre del bianco | a7 re del bianco · a5 re del nero · d5 pedone del nero · f5 cavallo del bianco · h5 pedone del nero · a2 pedone del bianco · b1 torre del bianco | a7 re del bianco · a5 re del nero · d5 pedone del nero · f5 cavallo del bianco · h5 pedone del nero · a2 pedone del bianco · b1 torre del bianco | a7 re del bianco · a5 re del nero · d5 pedone del nero · f5 cavallo del bianco · h5 pedone del nero · a2 pedone del bianco · b1 torre del bianco | a7 re del bianco · a5 re del nero · d5 pedone del nero · f5 cavallo del bianco · h5 pedone del nero · a2 pedone del bianco · b1 torre del bianco | a7 re del bianco · a5 re del nero · d5 pedone del nero · f5 cavallo del bianco · h5 pedone del nero · a2 pedone del bianco · b1 torre del bianco | 4 |
| 3 | a7 re del bianco · a5 re del nero · d5 pedone del nero · f5 cavallo del bianco · h5 pedone del nero · a2 pedone del bianco · b1 torre del bianco | a7 re del bianco · a5 re del nero · d5 pedone del nero · f5 cavallo del bianco · h5 pedone del nero · a2 pedone del bianco · b1 torre del bianco | a7 re del bianco · a5 re del nero · d5 pedone del nero · f5 cavallo del bianco · h5 pedone del nero · a2 pedone del bianco · b1 torre del bianco | a7 re del bianco · a5 re del nero · d5 pedone del nero · f5 cavallo del bianco · h5 pedone del nero · a2 pedone del bianco · b1 torre del bianco | a7 re del bianco · a5 re del nero · d5 pedone del nero · f5 cavallo del bianco · h5 pedone del nero · a2 pedone del bianco · b1 torre del bianco | a7 re del bianco · a5 re del nero · d5 pedone del nero · f5 cavallo del bianco · h5 pedone del nero · a2 pedone del bianco · b1 torre del bianco | a7 re del bianco · a5 re del nero · d5 pedone del nero · f5 cavallo del bianco · h5 pedone del nero · a2 pedone del bianco · b1 torre del bianco | a7 re del bianco · a5 re del nero · d5 pedone del nero · f5 cavallo del bianco · h5 pedone del nero · a2 pedone del bianco · b1 torre del bianco | 3 |
| 2 | a7 re del bianco · a5 re del nero · d5 pedone del nero · f5 cavallo del bianco · h5 pedone del nero · a2 pedone del bianco · b1 torre del bianco | a7 re del bianco · a5 re del nero · d5 pedone del nero · f5 cavallo del bianco · h5 pedone del nero · a2 pedone del bianco · b1 torre del bianco | a7 re del bianco · a5 re del nero · d5 pedone del nero · f5 cavallo del bianco · h5 pedone del nero · a2 pedone del bianco · b1 torre del bianco | a7 re del bianco · a5 re del nero · d5 pedone del nero · f5 cavallo del bianco · h5 pedone del nero · a2 pedone del bianco · b1 torre del bianco | a7 re del bianco · a5 re del nero · d5 pedone del nero · f5 cavallo del bianco · h5 pedone del nero · a2 pedone del bianco · b1 torre del bianco | a7 re del bianco · a5 re del nero · d5 pedone del nero · f5 cavallo del bianco · h5 pedone del nero · a2 pedone del bianco · b1 torre del bianco | a7 re del bianco · a5 re del nero · d5 pedone del nero · f5 cavallo del bianco · h5 pedone del nero · a2 pedone del bianco · b1 torre del bianco | a7 re del bianco · a5 re del nero · d5 pedone del nero · f5 cavallo del bianco · h5 pedone del nero · a2 pedone del bianco · b1 torre del bianco | 2 |
| 1 | a7 re del bianco · a5 re del nero · d5 pedone del nero · f5 cavallo del bianco · h5 pedone del nero · a2 pedone del bianco · b1 torre del bianco | a7 re del bianco · a5 re del nero · d5 pedone del nero · f5 cavallo del bianco · h5 pedone del nero · a2 pedone del bianco · b1 torre del bianco | a7 re del bianco · a5 re del nero · d5 pedone del nero · f5 cavallo del bianco · h5 pedone del nero · a2 pedone del bianco · b1 torre del bianco | a7 re del bianco · a5 re del nero · d5 pedone del nero · f5 cavallo del bianco · h5 pedone del nero · a2 pedone del bianco · b1 torre del bianco | a7 re del bianco · a5 re del nero · d5 pedone del nero · f5 cavallo del bianco · h5 pedone del nero · a2 pedone del bianco · b1 torre del bianco | a7 re del bianco · a5 re del nero · d5 pedone del nero · f5 cavallo del bianco · h5 pedone del nero · a2 pedone del bianco · b1 torre del bianco | a7 re del bianco · a5 re del nero · d5 pedone del nero · f5 cavallo del bianco · h5 pedone del nero · a2 pedone del bianco · b1 torre del bianco | a7 re del bianco · a5 re del nero · d5 pedone del nero · f5 cavallo del bianco · h5 pedone del nero · a2 pedone del bianco · b1 torre del bianco | 1 |
|   | a | b | c | d | e | f | g | h |   |

Soluzione:
1. Ce3 !  (min. 2. Cxd5, 3. Cc3 e 4. Tb5#)
|   | a | b | c | d | e | f | g | h |   |
| 8 | h8 alfiere del nero · g7 alfiere del bianco · h3 cavallo del bianco · a2 pedone del bianco · c2 pedone del nero · f2 pedone del nero · h2 pedone del nero · a1 re del bianco · c1 torre del bianco · f1 alfiere del bianco · h1 re del nero | h8 alfiere del nero · g7 alfiere del bianco · h3 cavallo del bianco · a2 pedone del bianco · c2 pedone del nero · f2 pedone del nero · h2 pedone del nero · a1 re del bianco · c1 torre del bianco · f1 alfiere del bianco · h1 re del nero | h8 alfiere del nero · g7 alfiere del bianco · h3 cavallo del bianco · a2 pedone del bianco · c2 pedone del nero · f2 pedone del nero · h2 pedone del nero · a1 re del bianco · c1 torre del bianco · f1 alfiere del bianco · h1 re del nero | h8 alfiere del nero · g7 alfiere del bianco · h3 cavallo del bianco · a2 pedone del bianco · c2 pedone del nero · f2 pedone del nero · h2 pedone del nero · a1 re del bianco · c1 torre del bianco · f1 alfiere del bianco · h1 re del nero | h8 alfiere del nero · g7 alfiere del bianco · h3 cavallo del bianco · a2 pedone del bianco · c2 pedone del nero · f2 pedone del nero · h2 pedone del nero · a1 re del bianco · c1 torre del bianco · f1 alfiere del bianco · h1 re del nero | h8 alfiere del nero · g7 alfiere del bianco · h3 cavallo del bianco · a2 pedone del bianco · c2 pedone del nero · f2 pedone del nero · h2 pedone del nero · a1 re del bianco · c1 torre del bianco · f1 alfiere del bianco · h1 re del nero | h8 alfiere del nero · g7 alfiere del bianco · h3 cavallo del bianco · a2 pedone del bianco · c2 pedone del nero · f2 pedone del nero · h2 pedone del nero · a1 re del bianco · c1 torre del bianco · f1 alfiere del bianco · h1 re del nero | h8 alfiere del nero · g7 alfiere del bianco · h3 cavallo del bianco · a2 pedone del bianco · c2 pedone del nero · f2 pedone del nero · h2 pedone del nero · a1 re del bianco · c1 torre del bianco · f1 alfiere del bianco · h1 re del nero | 8 |
| 7 | h8 alfiere del nero · g7 alfiere del bianco · h3 cavallo del bianco · a2 pedone del bianco · c2 pedone del nero · f2 pedone del nero · h2 pedone del nero · a1 re del bianco · c1 torre del bianco · f1 alfiere del bianco · h1 re del nero | h8 alfiere del nero · g7 alfiere del bianco · h3 cavallo del bianco · a2 pedone del bianco · c2 pedone del nero · f2 pedone del nero · h2 pedone del nero · a1 re del bianco · c1 torre del bianco · f1 alfiere del bianco · h1 re del nero | h8 alfiere del nero · g7 alfiere del bianco · h3 cavallo del bianco · a2 pedone del bianco · c2 pedone del nero · f2 pedone del nero · h2 pedone del nero · a1 re del bianco · c1 torre del bianco · f1 alfiere del bianco · h1 re del nero | h8 alfiere del nero · g7 alfiere del bianco · h3 cavallo del bianco · a2 pedone del bianco · c2 pedone del nero · f2 pedone del nero · h2 pedone del nero · a1 re del bianco · c1 torre del bianco · f1 alfiere del bianco · h1 re del nero | h8 alfiere del nero · g7 alfiere del bianco · h3 cavallo del bianco · a2 pedone del bianco · c2 pedone del nero · f2 pedone del nero · h2 pedone del nero · a1 re del bianco · c1 torre del bianco · f1 alfiere del bianco · h1 re del nero | h8 alfiere del nero · g7 alfiere del bianco · h3 cavallo del bianco · a2 pedone del bianco · c2 pedone del nero · f2 pedone del nero · h2 pedone del nero · a1 re del bianco · c1 torre del bianco · f1 alfiere del bianco · h1 re del nero | h8 alfiere del nero · g7 alfiere del bianco · h3 cavallo del bianco · a2 pedone del bianco · c2 pedone del nero · f2 pedone del nero · h2 pedone del nero · a1 re del bianco · c1 torre del bianco · f1 alfiere del bianco · h1 re del nero | h8 alfiere del nero · g7 alfiere del bianco · h3 cavallo del bianco · a2 pedone del bianco · c2 pedone del nero · f2 pedone del nero · h2 pedone del nero · a1 re del bianco · c1 torre del bianco · f1 alfiere del bianco · h1 re del nero | 7 |
| 6 | h8 alfiere del nero · g7 alfiere del bianco · h3 cavallo del bianco · a2 pedone del bianco · c2 pedone del nero · f2 pedone del nero · h2 pedone del nero · a1 re del bianco · c1 torre del bianco · f1 alfiere del bianco · h1 re del nero | h8 alfiere del nero · g7 alfiere del bianco · h3 cavallo del bianco · a2 pedone del bianco · c2 pedone del nero · f2 pedone del nero · h2 pedone del nero · a1 re del bianco · c1 torre del bianco · f1 alfiere del bianco · h1 re del nero | h8 alfiere del nero · g7 alfiere del bianco · h3 cavallo del bianco · a2 pedone del bianco · c2 pedone del nero · f2 pedone del nero · h2 pedone del nero · a1 re del bianco · c1 torre del bianco · f1 alfiere del bianco · h1 re del nero | h8 alfiere del nero · g7 alfiere del bianco · h3 cavallo del bianco · a2 pedone del bianco · c2 pedone del nero · f2 pedone del nero · h2 pedone del nero · a1 re del bianco · c1 torre del bianco · f1 alfiere del bianco · h1 re del nero | h8 alfiere del nero · g7 alfiere del bianco · h3 cavallo del bianco · a2 pedone del bianco · c2 pedone del nero · f2 pedone del nero · h2 pedone del nero · a1 re del bianco · c1 torre del bianco · f1 alfiere del bianco · h1 re del nero | h8 alfiere del nero · g7 alfiere del bianco · h3 cavallo del bianco · a2 pedone del bianco · c2 pedone del nero · f2 pedone del nero · h2 pedone del nero · a1 re del bianco · c1 torre del bianco · f1 alfiere del bianco · h1 re del nero | h8 alfiere del nero · g7 alfiere del bianco · h3 cavallo del bianco · a2 pedone del bianco · c2 pedone del nero · f2 pedone del nero · h2 pedone del nero · a1 re del bianco · c1 torre del bianco · f1 alfiere del bianco · h1 re del nero | h8 alfiere del nero · g7 alfiere del bianco · h3 cavallo del bianco · a2 pedone del bianco · c2 pedone del nero · f2 pedone del nero · h2 pedone del nero · a1 re del bianco · c1 torre del bianco · f1 alfiere del bianco · h1 re del nero | 6 |
| 5 | h8 alfiere del nero · g7 alfiere del bianco · h3 cavallo del bianco · a2 pedone del bianco · c2 pedone del nero · f2 pedone del nero · h2 pedone del nero · a1 re del bianco · c1 torre del bianco · f1 alfiere del bianco · h1 re del nero | h8 alfiere del nero · g7 alfiere del bianco · h3 cavallo del bianco · a2 pedone del bianco · c2 pedone del nero · f2 pedone del nero · h2 pedone del nero · a1 re del bianco · c1 torre del bianco · f1 alfiere del bianco · h1 re del nero | h8 alfiere del nero · g7 alfiere del bianco · h3 cavallo del bianco · a2 pedone del bianco · c2 pedone del nero · f2 pedone del nero · h2 pedone del nero · a1 re del bianco · c1 torre del bianco · f1 alfiere del bianco · h1 re del nero | h8 alfiere del nero · g7 alfiere del bianco · h3 cavallo del bianco · a2 pedone del bianco · c2 pedone del nero · f2 pedone del nero · h2 pedone del nero · a1 re del bianco · c1 torre del bianco · f1 alfiere del bianco · h1 re del nero | h8 alfiere del nero · g7 alfiere del bianco · h3 cavallo del bianco · a2 pedone del bianco · c2 pedone del nero · f2 pedone del nero · h2 pedone del nero · a1 re del bianco · c1 torre del bianco · f1 alfiere del bianco · h1 re del nero | h8 alfiere del nero · g7 alfiere del bianco · h3 cavallo del bianco · a2 pedone del bianco · c2 pedone del nero · f2 pedone del nero · h2 pedone del nero · a1 re del bianco · c1 torre del bianco · f1 alfiere del bianco · h1 re del nero | h8 alfiere del nero · g7 alfiere del bianco · h3 cavallo del bianco · a2 pedone del bianco · c2 pedone del nero · f2 pedone del nero · h2 pedone del nero · a1 re del bianco · c1 torre del bianco · f1 alfiere del bianco · h1 re del nero | h8 alfiere del nero · g7 alfiere del bianco · h3 cavallo del bianco · a2 pedone del bianco · c2 pedone del nero · f2 pedone del nero · h2 pedone del nero · a1 re del bianco · c1 torre del bianco · f1 alfiere del bianco · h1 re del nero | 5 |
| 4 | h8 alfiere del nero · g7 alfiere del bianco · h3 cavallo del bianco · a2 pedone del bianco · c2 pedone del nero · f2 pedone del nero · h2 pedone del nero · a1 re del bianco · c1 torre del bianco · f1 alfiere del bianco · h1 re del nero | h8 alfiere del nero · g7 alfiere del bianco · h3 cavallo del bianco · a2 pedone del bianco · c2 pedone del nero · f2 pedone del nero · h2 pedone del nero · a1 re del bianco · c1 torre del bianco · f1 alfiere del bianco · h1 re del nero | h8 alfiere del nero · g7 alfiere del bianco · h3 cavallo del bianco · a2 pedone del bianco · c2 pedone del nero · f2 pedone del nero · h2 pedone del nero · a1 re del bianco · c1 torre del bianco · f1 alfiere del bianco · h1 re del nero | h8 alfiere del nero · g7 alfiere del bianco · h3 cavallo del bianco · a2 pedone del bianco · c2 pedone del nero · f2 pedone del nero · h2 pedone del nero · a1 re del bianco · c1 torre del bianco · f1 alfiere del bianco · h1 re del nero | h8 alfiere del nero · g7 alfiere del bianco · h3 cavallo del bianco · a2 pedone del bianco · c2 pedone del nero · f2 pedone del nero · h2 pedone del nero · a1 re del bianco · c1 torre del bianco · f1 alfiere del bianco · h1 re del nero | h8 alfiere del nero · g7 alfiere del bianco · h3 cavallo del bianco · a2 pedone del bianco · c2 pedone del nero · f2 pedone del nero · h2 pedone del nero · a1 re del bianco · c1 torre del bianco · f1 alfiere del bianco · h1 re del nero | h8 alfiere del nero · g7 alfiere del bianco · h3 cavallo del bianco · a2 pedone del bianco · c2 pedone del nero · f2 pedone del nero · h2 pedone del nero · a1 re del bianco · c1 torre del bianco · f1 alfiere del bianco · h1 re del nero | h8 alfiere del nero · g7 alfiere del bianco · h3 cavallo del bianco · a2 pedone del bianco · c2 pedone del nero · f2 pedone del nero · h2 pedone del nero · a1 re del bianco · c1 torre del bianco · f1 alfiere del bianco · h1 re del nero | 4 |
| 3 | h8 alfiere del nero · g7 alfiere del bianco · h3 cavallo del bianco · a2 pedone del bianco · c2 pedone del nero · f2 pedone del nero · h2 pedone del nero · a1 re del bianco · c1 torre del bianco · f1 alfiere del bianco · h1 re del nero | h8 alfiere del nero · g7 alfiere del bianco · h3 cavallo del bianco · a2 pedone del bianco · c2 pedone del nero · f2 pedone del nero · h2 pedone del nero · a1 re del bianco · c1 torre del bianco · f1 alfiere del bianco · h1 re del nero | h8 alfiere del nero · g7 alfiere del bianco · h3 cavallo del bianco · a2 pedone del bianco · c2 pedone del nero · f2 pedone del nero · h2 pedone del nero · a1 re del bianco · c1 torre del bianco · f1 alfiere del bianco · h1 re del nero | h8 alfiere del nero · g7 alfiere del bianco · h3 cavallo del bianco · a2 pedone del bianco · c2 pedone del nero · f2 pedone del nero · h2 pedone del nero · a1 re del bianco · c1 torre del bianco · f1 alfiere del bianco · h1 re del nero | h8 alfiere del nero · g7 alfiere del bianco · h3 cavallo del bianco · a2 pedone del bianco · c2 pedone del nero · f2 pedone del nero · h2 pedone del nero · a1 re del bianco · c1 torre del bianco · f1 alfiere del bianco · h1 re del nero | h8 alfiere del nero · g7 alfiere del bianco · h3 cavallo del bianco · a2 pedone del bianco · c2 pedone del nero · f2 pedone del nero · h2 pedone del nero · a1 re del bianco · c1 torre del bianco · f1 alfiere del bianco · h1 re del nero | h8 alfiere del nero · g7 alfiere del bianco · h3 cavallo del bianco · a2 pedone del bianco · c2 pedone del nero · f2 pedone del nero · h2 pedone del nero · a1 re del bianco · c1 torre del bianco · f1 alfiere del bianco · h1 re del nero | h8 alfiere del nero · g7 alfiere del bianco · h3 cavallo del bianco · a2 pedone del bianco · c2 pedone del nero · f2 pedone del nero · h2 pedone del nero · a1 re del bianco · c1 torre del bianco · f1 alfiere del bianco · h1 re del nero | 3 |
| 2 | h8 alfiere del nero · g7 alfiere del bianco · h3 cavallo del bianco · a2 pedone del bianco · c2 pedone del nero · f2 pedone del nero · h2 pedone del nero · a1 re del bianco · c1 torre del bianco · f1 alfiere del bianco · h1 re del nero | h8 alfiere del nero · g7 alfiere del bianco · h3 cavallo del bianco · a2 pedone del bianco · c2 pedone del nero · f2 pedone del nero · h2 pedone del nero · a1 re del bianco · c1 torre del bianco · f1 alfiere del bianco · h1 re del nero | h8 alfiere del nero · g7 alfiere del bianco · h3 cavallo del bianco · a2 pedone del bianco · c2 pedone del nero · f2 pedone del nero · h2 pedone del nero · a1 re del bianco · c1 torre del bianco · f1 alfiere del bianco · h1 re del nero | h8 alfiere del nero · g7 alfiere del bianco · h3 cavallo del bianco · a2 pedone del bianco · c2 pedone del nero · f2 pedone del nero · h2 pedone del nero · a1 re del bianco · c1 torre del bianco · f1 alfiere del bianco · h1 re del nero | h8 alfiere del nero · g7 alfiere del bianco · h3 cavallo del bianco · a2 pedone del bianco · c2 pedone del nero · f2 pedone del nero · h2 pedone del nero · a1 re del bianco · c1 torre del bianco · f1 alfiere del bianco · h1 re del nero | h8 alfiere del nero · g7 alfiere del bianco · h3 cavallo del bianco · a2 pedone del bianco · c2 pedone del nero · f2 pedone del nero · h2 pedone del nero · a1 re del bianco · c1 torre del bianco · f1 alfiere del bianco · h1 re del nero | h8 alfiere del nero · g7 alfiere del bianco · h3 cavallo del bianco · a2 pedone del bianco · c2 pedone del nero · f2 pedone del nero · h2 pedone del nero · a1 re del bianco · c1 torre del bianco · f1 alfiere del bianco · h1 re del nero | h8 alfiere del nero · g7 alfiere del bianco · h3 cavallo del bianco · a2 pedone del bianco · c2 pedone del nero · f2 pedone del nero · h2 pedone del nero · a1 re del bianco · c1 torre del bianco · f1 alfiere del bianco · h1 re del nero | 2 |
| 1 | h8 alfiere del nero · g7 alfiere del bianco · h3 cavallo del bianco · a2 pedone del bianco · c2 pedone del nero · f2 pedone del nero · h2 pedone del nero · a1 re del bianco · c1 torre del bianco · f1 alfiere del bianco · h1 re del nero | h8 alfiere del nero · g7 alfiere del bianco · h3 cavallo del bianco · a2 pedone del bianco · c2 pedone del nero · f2 pedone del nero · h2 pedone del nero · a1 re del bianco · c1 torre del bianco · f1 alfiere del bianco · h1 re del nero | h8 alfiere del nero · g7 alfiere del bianco · h3 cavallo del bianco · a2 pedone del bianco · c2 pedone del nero · f2 pedone del nero · h2 pedone del nero · a1 re del bianco · c1 torre del bianco · f1 alfiere del bianco · h1 re del nero | h8 alfiere del nero · g7 alfiere del bianco · h3 cavallo del bianco · a2 pedone del bianco · c2 pedone del nero · f2 pedone del nero · h2 pedone del nero · a1 re del bianco · c1 torre del bianco · f1 alfiere del bianco · h1 re del nero | h8 alfiere del nero · g7 alfiere del bianco · h3 cavallo del bianco · a2 pedone del bianco · c2 pedone del nero · f2 pedone del nero · h2 pedone del nero · a1 re del bianco · c1 torre del bianco · f1 alfiere del bianco · h1 re del nero | h8 alfiere del nero · g7 alfiere del bianco · h3 cavallo del bianco · a2 pedone del bianco · c2 pedone del nero · f2 pedone del nero · h2 pedone del nero · a1 re del bianco · c1 torre del bianco · f1 alfiere del bianco · h1 re del nero | h8 alfiere del nero · g7 alfiere del bianco · h3 cavallo del bianco · a2 pedone del bianco · c2 pedone del nero · f2 pedone del nero · h2 pedone del nero · a1 re del bianco · c1 torre del bianco · f1 alfiere del bianco · h1 re del nero | h8 alfiere del nero · g7 alfiere del bianco · h3 cavallo del bianco · a2 pedone del bianco · c2 pedone del nero · f2 pedone del nero · h2 pedone del nero · a1 re del bianco · c1 torre del bianco · f1 alfiere del bianco · h1 re del nero | 1 |
|   | a | b | c | d | e | f | g | h |   |

Soluzione:
1. Cf4 !  (min. 2. Ch3 Axg7#)
1. ...Rg1 2. Ag2+ f1=D 3. Ad4+ Axd4#